# Nikon D3000

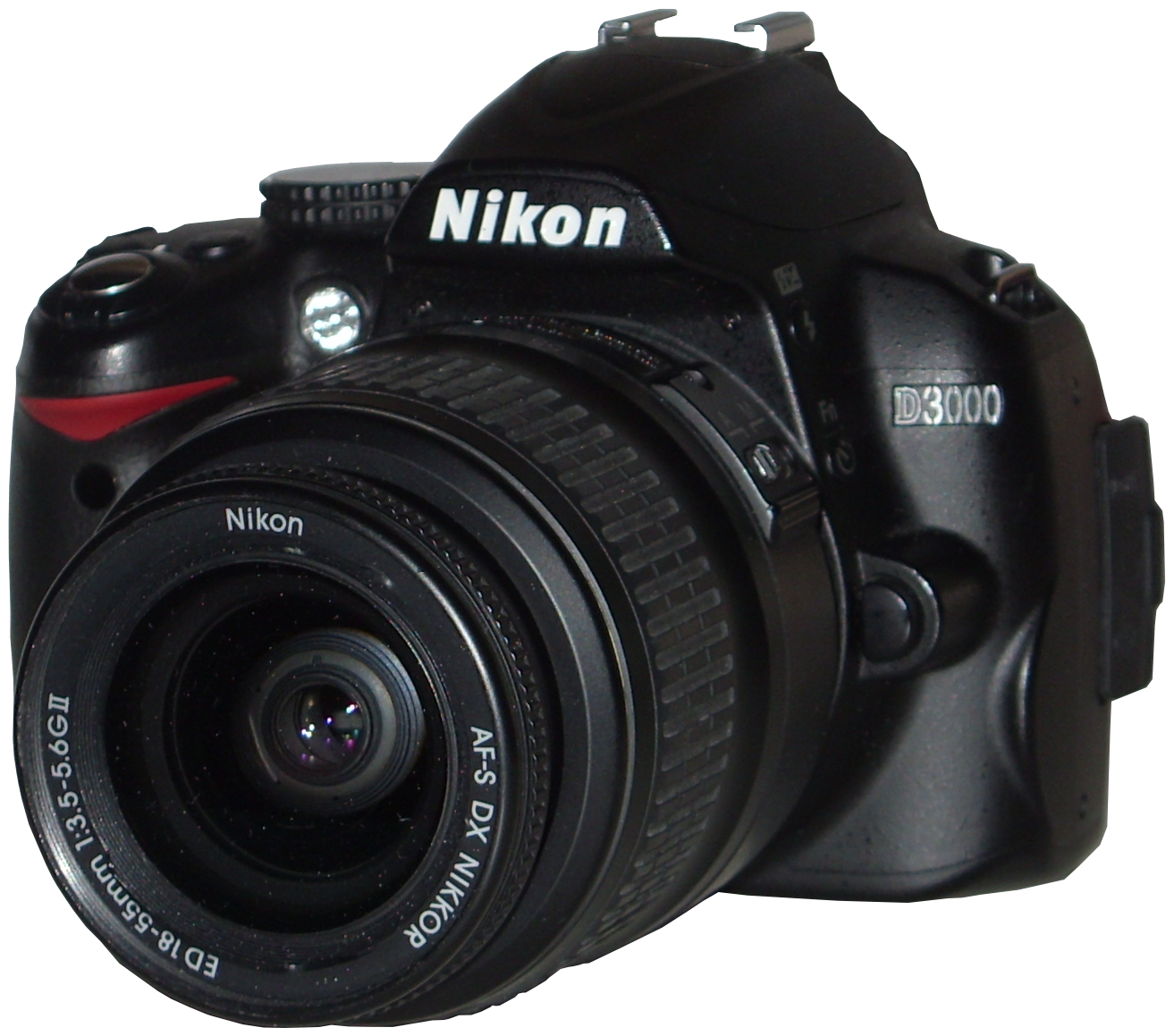
Nikon D3000

Nikon D3000 este o cameră foto DSLR introdusă de Nikon Corporation pe 20 iulie 2009. Este înlocuitorul modelului D40 drept modelul entry-level de la Nikon. Camera are un ecran LCD de 3 inch, senzor CCD cu ISO 100-1600 (3200 cu boost) și sistem de autofocalizare în 11 puncte care o face asemănătoare cu Nikon D200.
Nikon D3000 a fost înlocuit de Nikon D3100 pe 19 august 2010. D3000 este ultimul DSLR Nikon care să folosească senzor CCD.

## Specificații
- Senzor CCD Nikon format DX de 10.2 megapixeli
- Procesor de imagine Nikon EXSPEED
- Mod asistat "Guide" incorporat
- D-Lighting activ
- Sistem de autocurățare a senzorului
- Ecran LCD de 3 inch cu 230.000 pixeli
- Sistem de fotografiere continuă cu până la 3 cadre pe secundă
- Sistem de autofocalizare 3D Tracking Multi-CAM 1000 cu 11 puncte
- Sensibilitate ISO 100-1600 (3200 cu boost)
- Montură pentru obiective Nikon F-mount
- Blitz incorporat
- Formate fișier: JPEG și NEF
- Compatibilitate cu card de memorie SD și SDHC

La fel ca și modelele Nikon D40, D40x, D60 și D5000, modelul D3000 nu are motor pentru autofocalizare, autofocalizarea funcționând doar dacă obiectivul atașat are un sistem de autofocalizare integrat.

## Recenzii
Modelul D3000 a primit în general recenzii pozitive, în special în ceea ce privește calitatea imaginii comparativ cu alte camere de 10 megapixeli mai scumpe în vreme ce au fost criticate anumite puncte slabe cum ar fi lipsa ecranului live-view sau lipsa funcției de filmare.

## Imagini

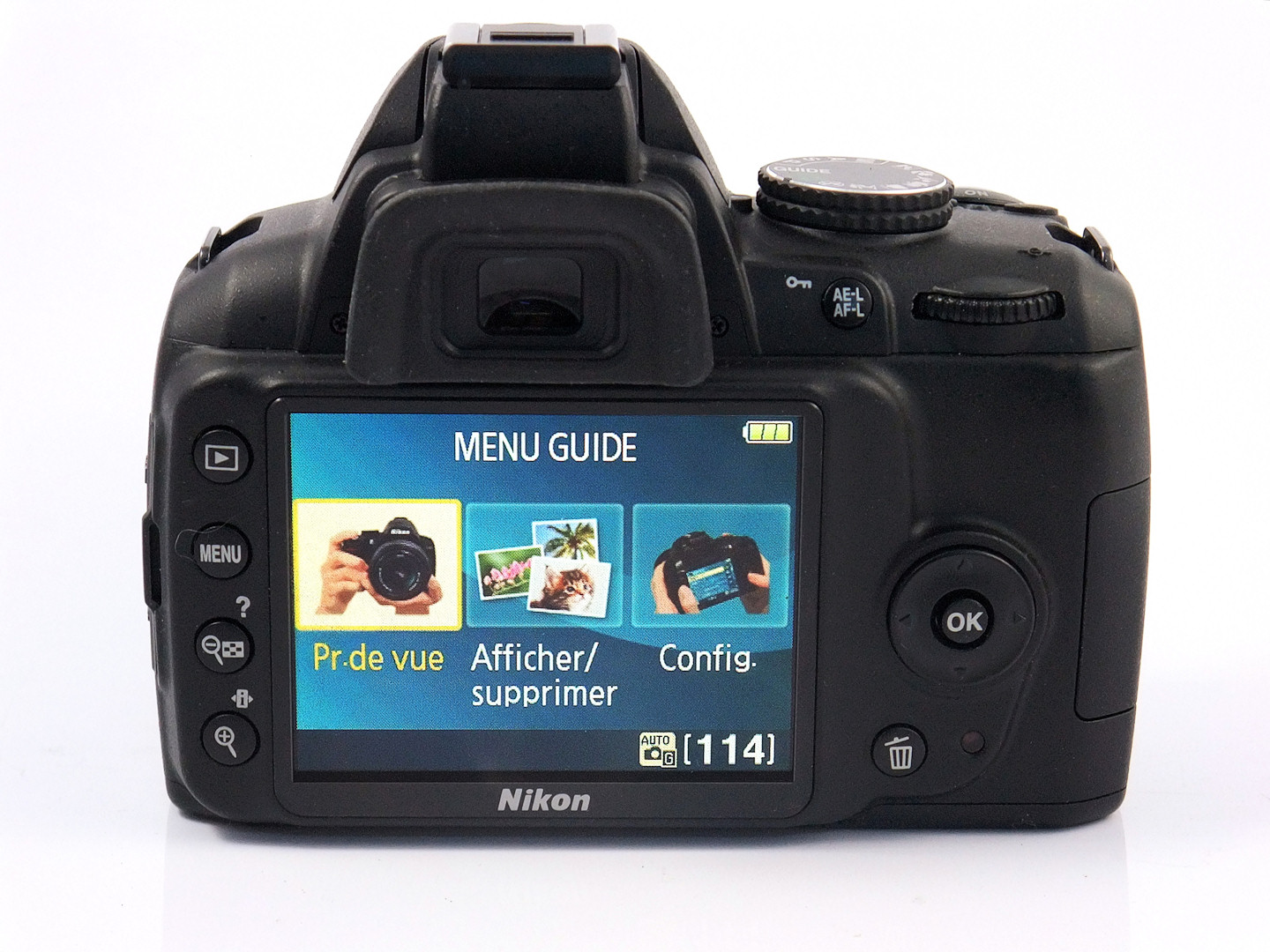
D3000, vedere din spate
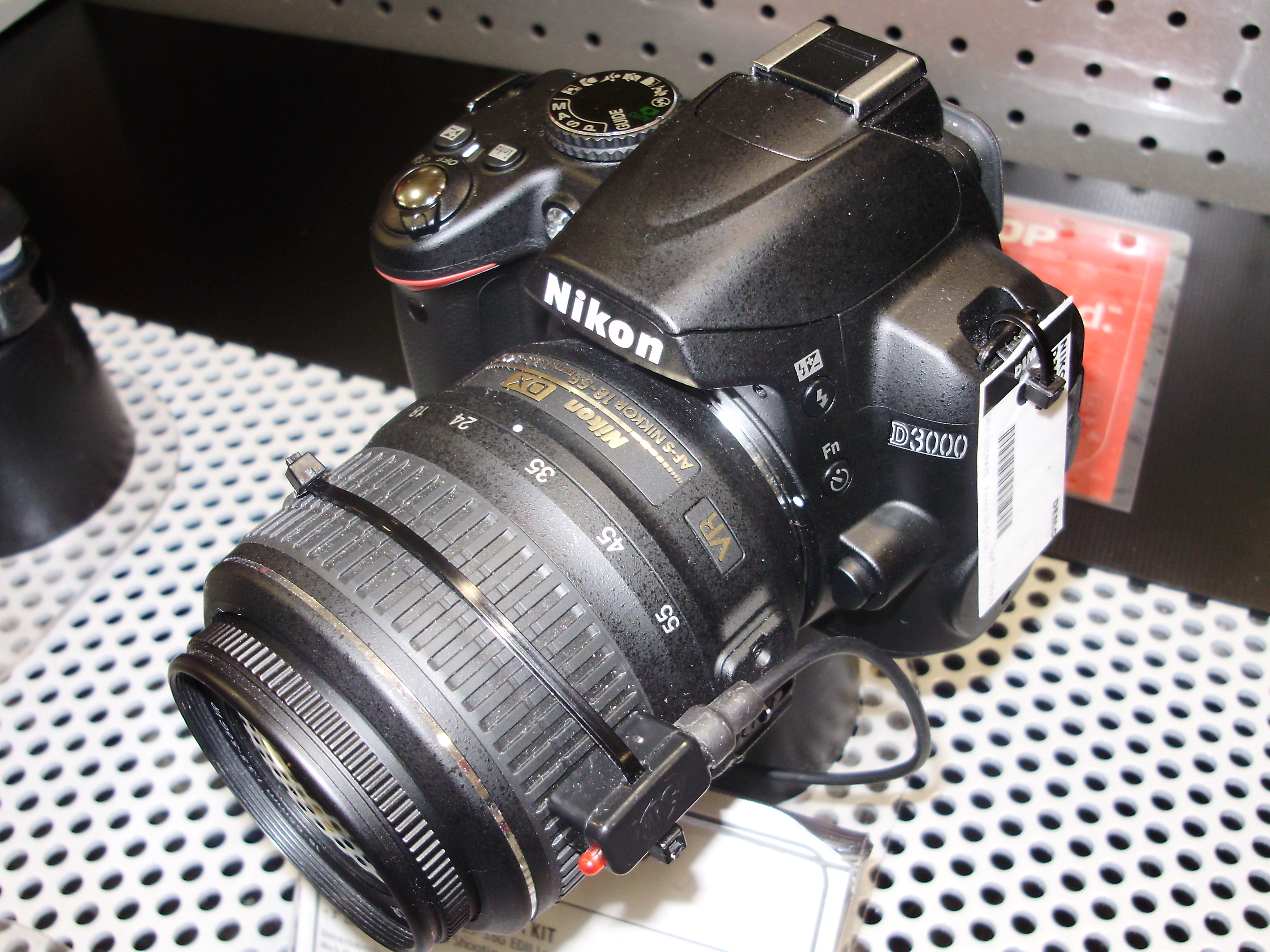
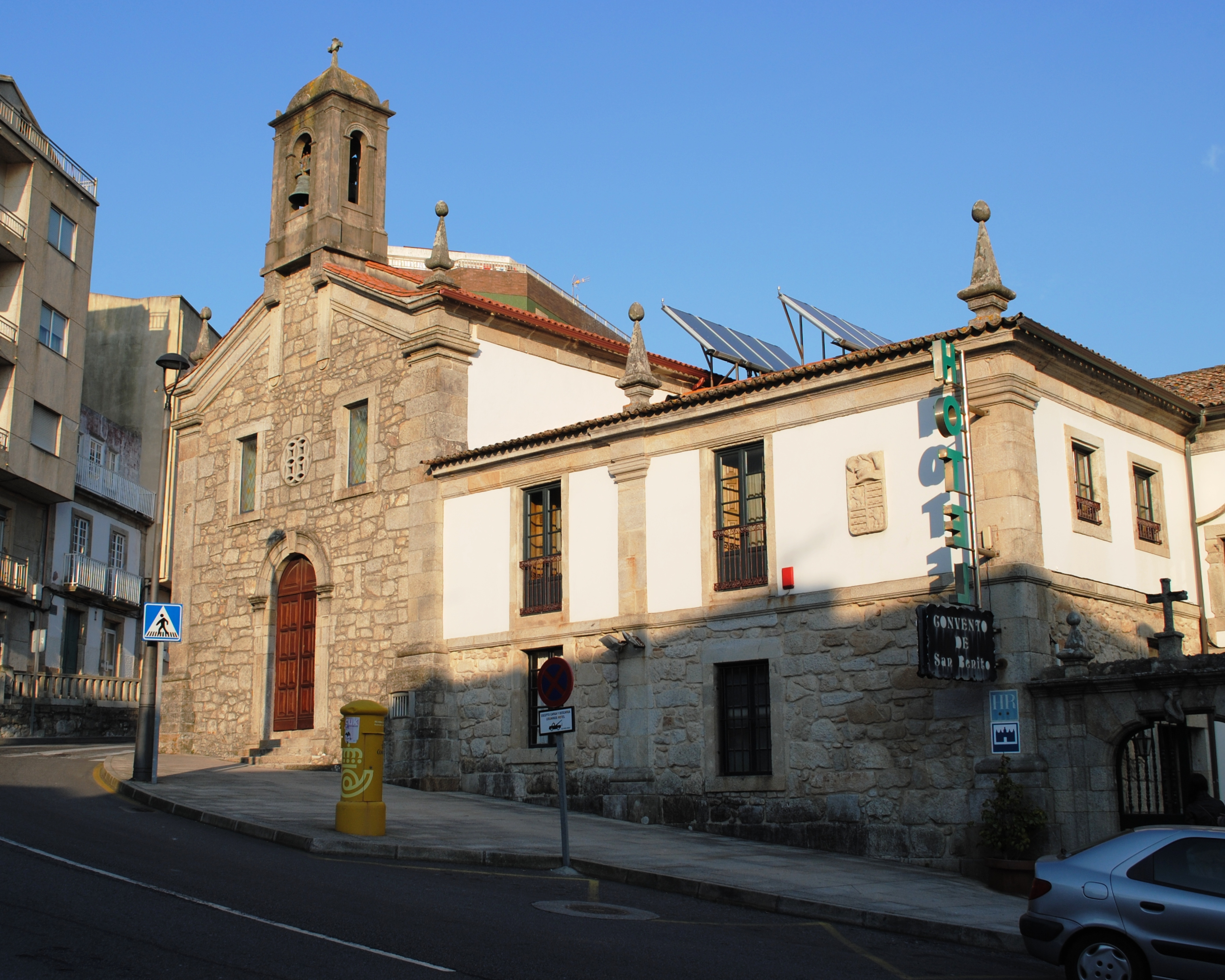
Fotografie realizată cu D3000